# Jewgeni Wladimirowitsch Beloussow
Jewgeni Wladimirowitsch Beloussow (russisch Евгений Владимирович Белоусов; * 26. Mai 1962 in Moskau; † 12. Dezember 2023) war ein Rennrodler, der für die Sowjetunion antrat.
Beloussow trat im Doppelsitzer mit Alexander Beljakow an. Ihren ersten internationalen Erfolg feierten sie 1984 mit dem Gewinn der Silbermedaille bei den Olympischen Winterspielen in Sarajevo. Zwei Jahre später wurden sie Europameister in Hammarstrand, 1988 erreichten sie den dritten Platz bei den Europameisterschaften in Königssee. Ebenfalls Bronze gewannen Beloussow und Beljakow bei den Weltmeisterschaften 1989 in Winterberg im Teamwettbewerb.
Im Laufe ihrer Karriere gewannen sie zwei Weltcuprennen und schlossen die Saison 1987/88 als Gesamtsieger ab. Beloussow und Beljakow sind damit die erfolgreichsten Rodler im Doppel der Sowjetunion.
Jewgeni Wladimirowitsch Beloussow starb im Dezember 2023 im Alter von 61 Jahren.

## Erfolge

### Weltcupsiege
Einzel
| Nr. | Datum         | Ort      | Bahn                                  |
| --- | ------------- | -------- | ------------------------------------- |
| 1.  | 18. Dez. 1983 | Sarajevo | Trebevic – Bob- und Rennschlittenbahn |
| 2.  | 13. Dez. 1987 | Sarajevo | Trebevic – Bob- und Rennschlittenbahn |